# Triumph (álbum de Triumph)
Triumph es el álbum debut de la banda canadiense de hard rock Triumph y fue publicado en 1976.  El álbum fue remasterizado y reeditado con una nueva portada y renombrado como In the Beginning en 1995.

## Lista de canciones

### Lado A
| Side one |                            |              |          |  |
| N.º      | Título                     | Escritor(es) | Duración |  |
| 1.       | «24 Hours a Day»           | Rik Emmett   | 4:28     |  |
| 2.       | «Be My Lover»              | Rik Emmett   | 3:17     |  |
| 3.       | «Don't Take My Life»       | Gil Moore    | 5:00     |  |
| 4.       | «Street Fighter»           | Gil Moore    | 3:28     |  |
| 5.       | «Street Fighter (Reprise)» | Gil Moore    | 3:02     |  |

### Lado B
| B side |                                     |                |          |  |
| N.º    | Título                              | Escritor(es)   | Duración |  |
| 6.     | «What's Another Day of Rock & Roll» | Gil Moore      | 4:50     |  |
| 7.     | «Easy Life»                         | Michael Levine | 3:55     |  |
| 8.     | «Let Me Get Next to You»            | Gil Moore      | 3:02     |  |
| 9.     | «The Blinding Light Show/Moonchild» | Rik Emmett     | 8:46     |  |

## Formación
- Rik Emmett – voz y guitarra
- Gil Moore – voz y batería
- Michael Levine – bajo y teclado
- Laurie Delgrande – teclado

## Producción
- Doug Hill – productor[1]
- Brian Bell – ingeniero de sonido[1]
- George Semkiw – mezclador de sonido[1]
- Mick Walsh – asistente
- Mark Wright – asistente
- Scott Hull – remasterización digital
- Darko – fotógrafo, fotógrafo de portada y diseño digital
- Brett Zilahi – remasterización digital